# 마리 (수메르)
마리(Mari, 쐐기 문자: 𒈠𒌷𒆠, ma-riki, 현대명 텔 하리리; 아랍어: تل حريري)는 오늘날 시리아에 있던 고대 셈족 도시국가이다. 유적지는 데이르에조르에서 남동쪽으로 약 120km 떨어진 유프라테스강 서쪽 강둑에 있는 아부카말에서 북서쪽으로 11km 떨어진 텔 형태를 이루고 있다. 기원전 2900년에서 기원전 1759년 사이에 무역 중심지이자 패권 국가로 번성했다. 이 도시는 남쪽의 수메르와 서쪽의 에블라 왕국 및 레반트 사이의 유프라테스강 무역로 한가운데에 건설되었다.
마리는 기원전 26세기 중반에 처음 버려졌으나 재건되어 기원전 2500년 이전에 동셈어군 국가의 수도가 되었다. 이 두 번째 마리는 라이벌인 에블라와 오랜 전쟁을 벌였으며 수메르 문화와의 강한 친화력으로 유명하다. 기원전 23세기 아카드 제국에 의해 파괴되었으나, 아카드인들은 도시 재건을 허용하고 군사 총독(샤카낙쿠)을 임명했다. 아카드 제국이 해체되면서 총독들은 독립했고, 도시를 유프라테스 계곡의 지역 중심으로 재건했다. 샤카낙쿠는 기원전 19세기 후반까지 마리를 통치했으며, 이후 알 수 없는 이유로 왕조가 붕괴되었다. 얼마 후 마리는 아모리인 림 왕조의 수도가 되었다. 아모리인 마리는 기원전 1761년경 바빌로니아에 의해 파괴되기 전까지 짧은 기간만 지속되었으나, 바빌로니아와 아시리아의 지배하에 작은 정착지로 남아 있다가 헬레니즘 문명 시대에 버려지고 잊혀졌다.
마리 사람들은 셈족과 수메르 신 모두를 숭배했으며, 그들의 도시를 주요 무역 중심지로 만들었다. 아모리인 이전 시기에는 수메르 문화의 강한 영향을 받았지만, 마리는 수메르 이민자들의 도시가 아니라 에블라어와 유사한 방언을 사용하는 셈어 사용 국가였다. 아모리인들은 기원전 21세기 이전에 이 지역에 정착하기 시작한 서셈어군 민족이었다. 림 왕조(기원전 1830년경)에 이르러 그들은 비옥한 초승달 지대에서 지배적인 인구가 되었다.
마리가 1933년에 발견되면서 고대 메소포타미아와 시리아 (지역)의 지정학적 지형에 대한 중요한 통찰력을 얻을 수 있었다. 이는 기원전 2천년기의 국가 행정과 지역 정치 세력 간의 외교 관계를 설명하는 25,000개 이상의 점토판이 발견되었기 때문이다. 또한 이 점토판들은 남아시아의 아프가니스탄과 지중해의 크레타까지 연결되는 기원전 18세기의 광범위한 무역망을 드러냈다.

## 이름

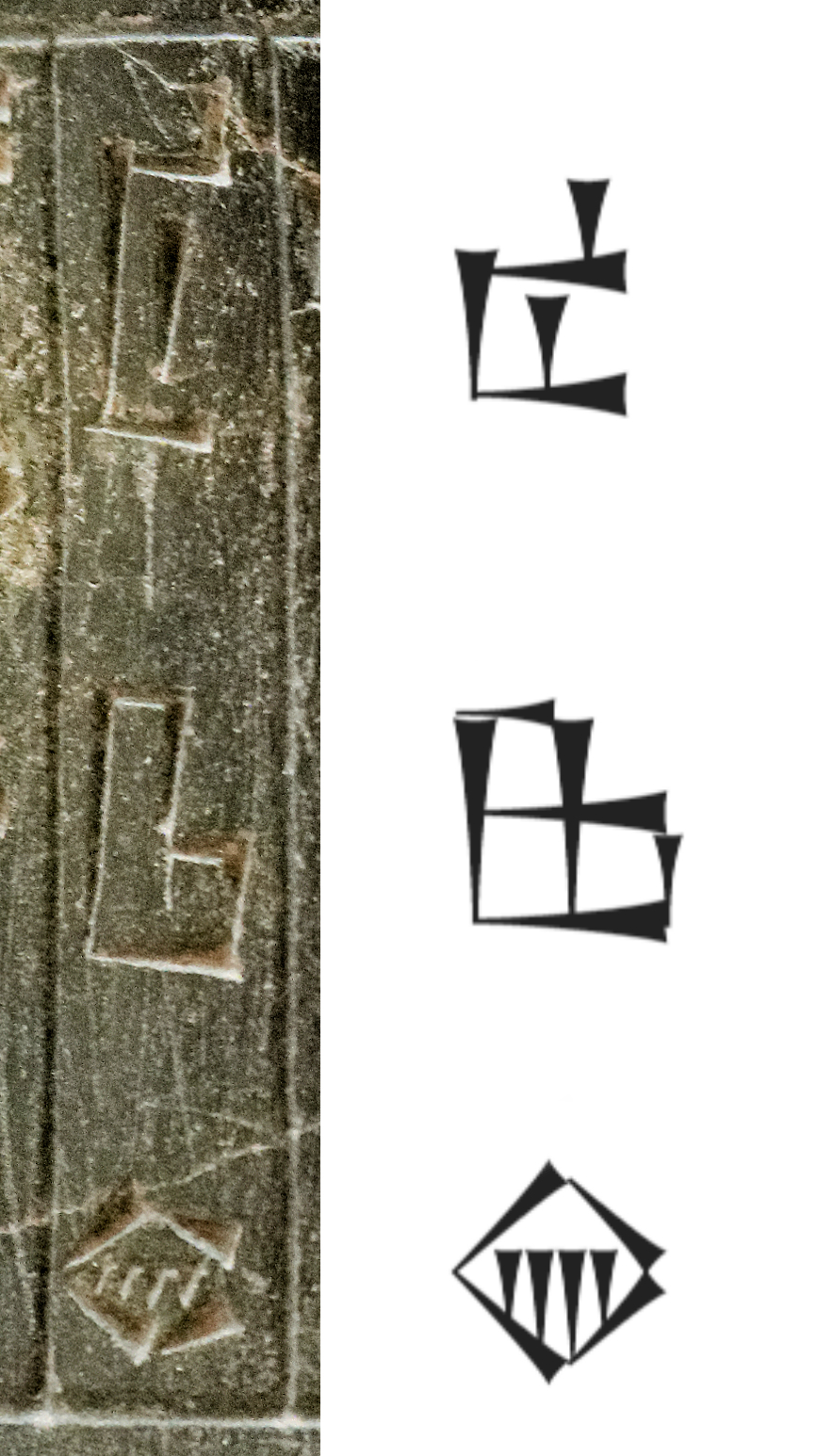
이드디-일룸의 석상에 새겨진 마리의 이름(쐐기 문자:, ma-ri^{ki}), 기원전 2090년경

쐐기 문자로 𒈠𒌷𒆠 (ma-riki)라고 쓰여진 이 도시의 이름은 고대 북부 메소포타미아와 시리아의 폭풍의 신인 이투르-메르에서 유래했으며, 이 신은 도시의 수호신으로 여겨졌다. 조르주 도시엔은 이 도시의 이름이 폭풍의 신과 동일하게 표기되어 있음을 지적하며 마리라는 이름이 그에게서 유래했다고 결론지었다.

## 역사

### 초기 청동기 시대

#### 첫 번째 왕국
마리는 작은 정착지에서 성장한 것이 아니라, 레반트와 수메르 남부를 연결하는 유프라테스강 무역로의 수로를 통제하기 위한 새로운 도시로, 메소포타미아 초기 왕조 시대 I인 기원전 2900년경에 건설된 것으로 추정된다. 이 도시는 홍수로부터 보호하기 위해 유프라테스강에서 약 1~2킬로미터 떨어져 지어졌으며, 현재는 그 경로를 식별하기 어려운 7~10킬로미터 길이의 인공 운하로 강과 연결되었다.

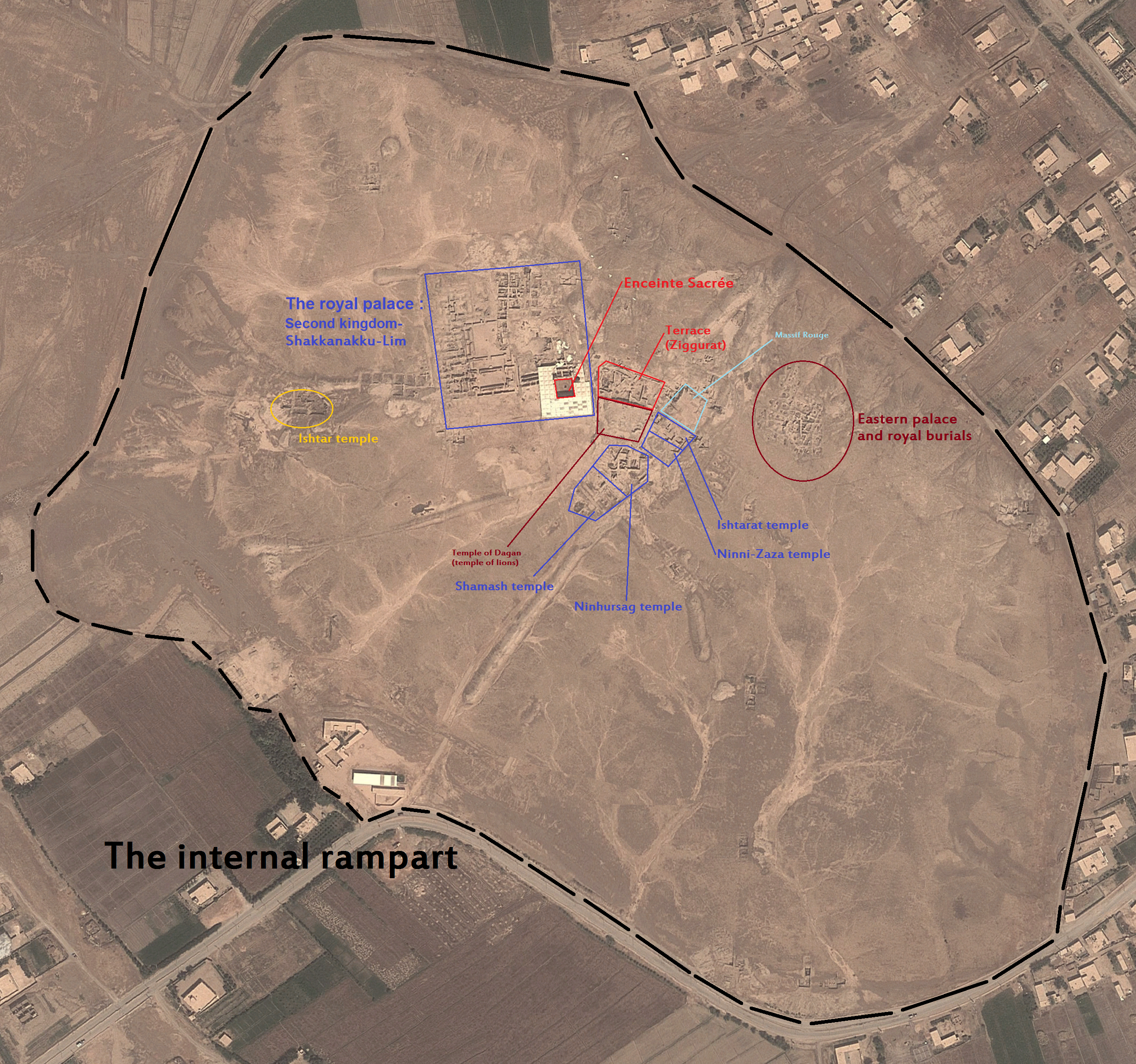
마리의 유적

이 도시는 후기 거주층 아래 깊이 묻혀 있어 발굴하기 어렵다. 원형 홍수 제방이 발굴되었으며, 이 안에는 정원과 장인 구역을 위한 300미터 길이의 공간과 두께 6.7m 높이 8~10미터의 방어용 원형 성벽이 방어탑으로 보강되어 있었다. 다른 발견으로는 도시 성문 중 하나, 중앙에서 시작하여 성문으로 이어지는 거리, 그리고 주택들이 있다. 마리에는 중앙 언덕이 있었지만, 그곳에서 사원이나 궁전은 발굴되지 않았다. 그러나 행정 기능을 하는 것으로 보이는 큰 건물(32m x 25m 크기)이 발굴되었다. 이 건물은 석조 기초와 최대 12m 길이, 6m 너비의 방들을 가지고 있었다. 이 도시는 초기 왕조 시대 II 말인 기원전 2550년경 알 수 없는 이유로 버려졌다.

#### 두 번째 왕국
초기 왕조 시대 III가 시작될 무렵(기원전 2500년 이전)에 마리는 재건되고 다시 사람이 살게 되었다. 새로운 도시는 내부 성벽과 성문을 포함하여 첫 번째 도시의 많은 외부 특징을 유지했다. 또한 직경 1.9km의 외부 원형 제방도 유지되었는데, 이 제방 위에는 2미터 두께의 성벽이 세워져 궁수를 보호할 수 있었다.

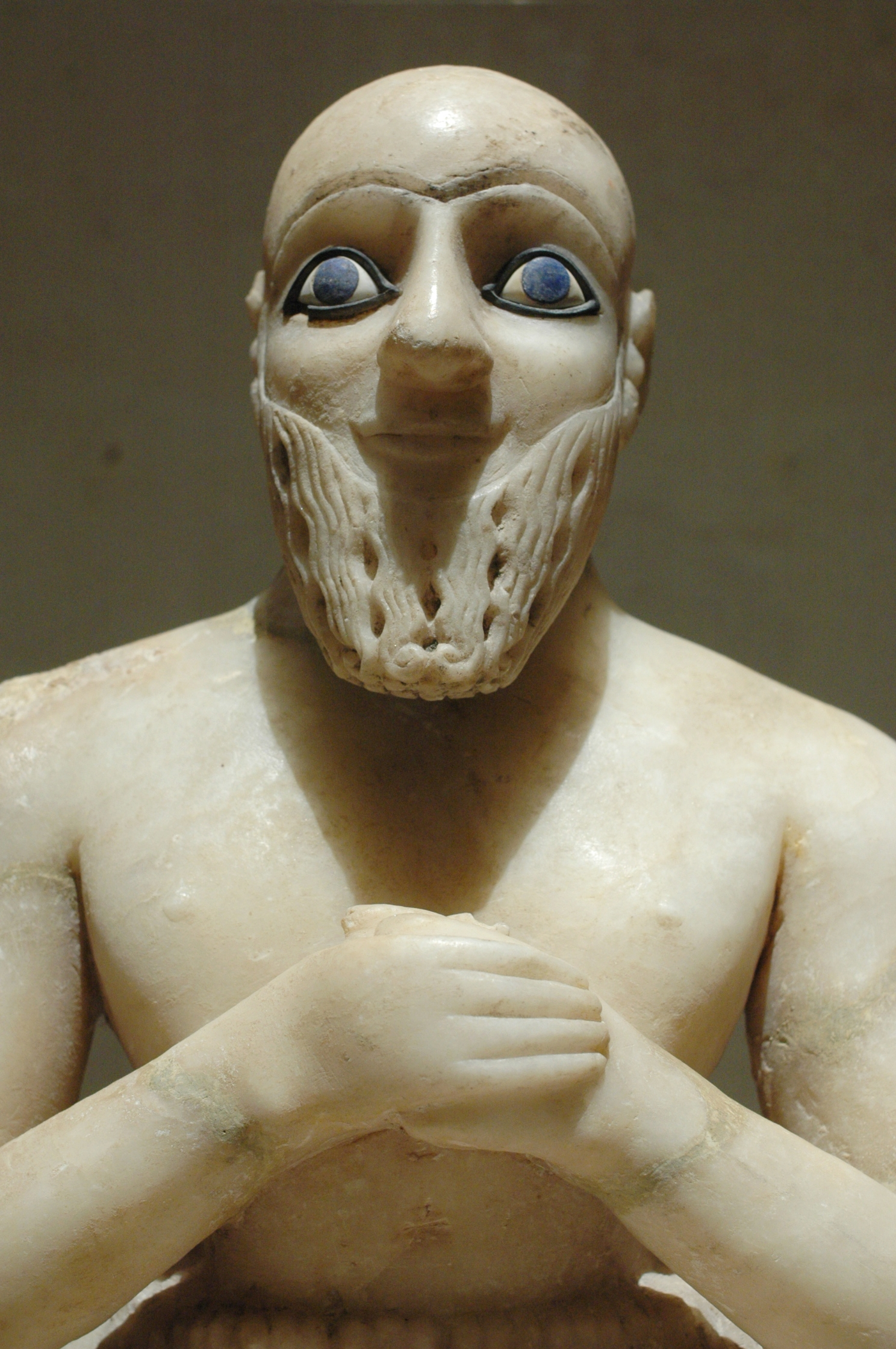
마리의 감독관 에비-일의 석상.(기원전 25세기)

그러나 내부 도시 구조는 완전히 바뀌었고 새로운 도시는 신중하게 계획되었다. 가장 먼저 건설된 것은 고지대 중심에서 성문으로 내려오는 거리였는데, 이는 빗물 배수를 보장하기 위함이었다.
도시의 심장부에는 사원 역할도 겸하는 왕궁이 건설되었다. 두 번째 왕국의 궁전에서 네 개의 연속적인 건축 층이 발굴되었는데(가장 오래된 층은 P3, 가장 최근 층은 P0으로 지정), 마지막 두 층은 아카드 시대의 것으로 연대가 측정되었다. 처음 두 층이 발굴되었고, 발견된 유물에는 미상 신에게 헌정된 사원(성스러운 구역)과 기둥이 있는 왕좌실, 그리고 사원으로 이어지는 세 개의 이중 목재 기둥이 있는 홀이 포함되어 있다.
도시에서는 6개의 작은 사원들이 발견되었는데, 여기에는 마시프 루주(헌정된 신 미상)라는 사원과 닌니-자자 (INANA.ZA.ZA), 이슈타라트, 이슈타르, 닌후르사그, 그리고 샤마쉬에게 헌정된 사원들이 포함되어 있다. 모든 사원들은 이슈타르 사원을 제외하고는 도시 중앙에 위치해 있었다. 성스러운 구역과 마시프 루주 사이의 지역은 대제사장의 행정 중심지였던 것으로 여겨진다.
두 번째 왕국은 강력하고 번영하는 정치적 중심지였던 것으로 보인다. 그 왕들은 루갈이라는 칭호를 사용했으며, 많은 왕들이 도시에서 기록되어 있는데, 가장 중요한 자료는 기원전 2350년경 엔나-다간 왕의 서신이다. 이 서신은 에블라의 이르캅-다무에게 보내졌으며, 여기에서 마리 왕은 자신의 전임자들과 그들의 군사적 업적을 언급한다. 그러나 이 서신의 해석은 여전히 불확실하며, 학자들에 의해 많은 해석이 제시되었다.

##### 마리-에블라 전쟁

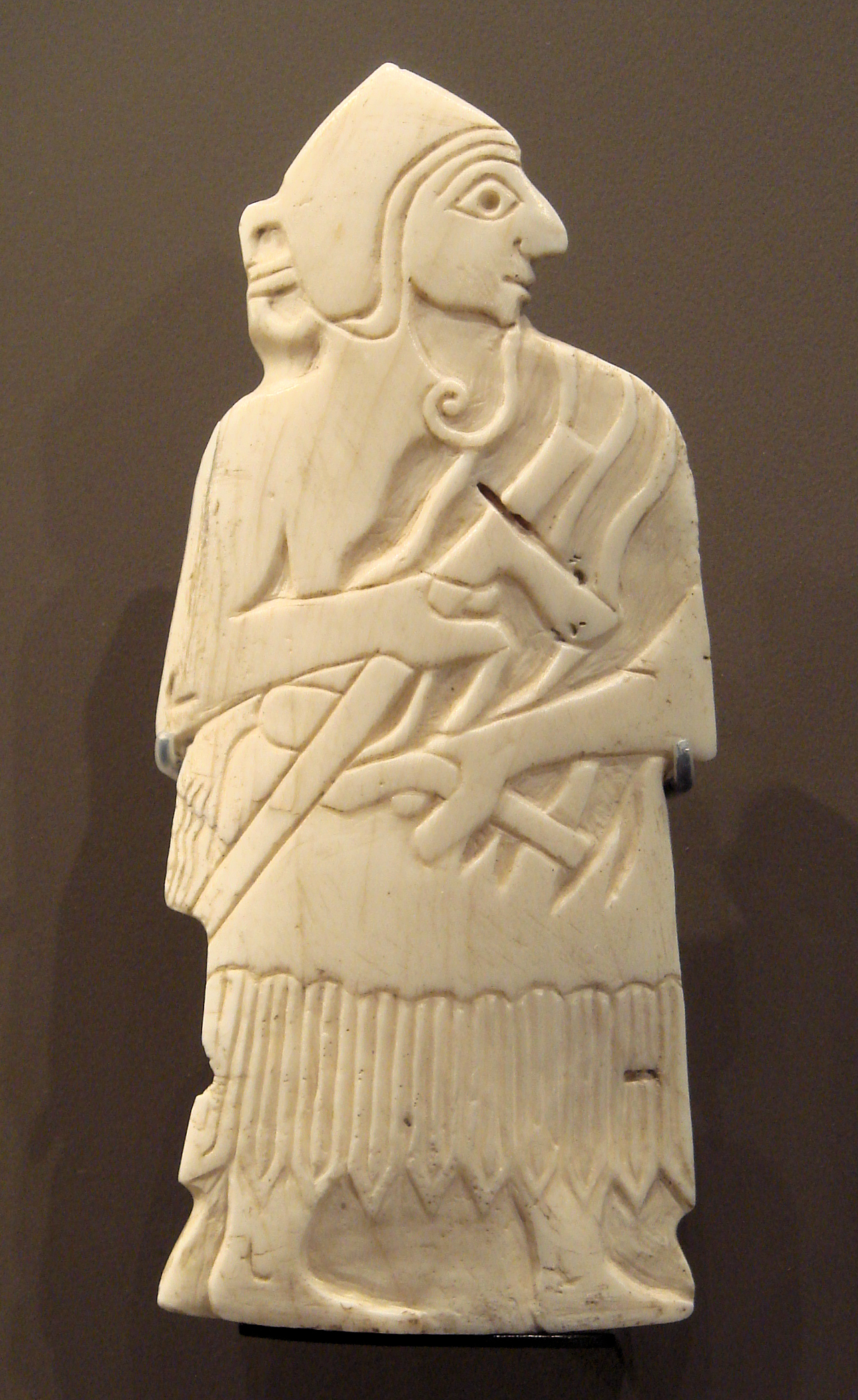
마리 출신 투구 쓴 전사 (도끼 소지)

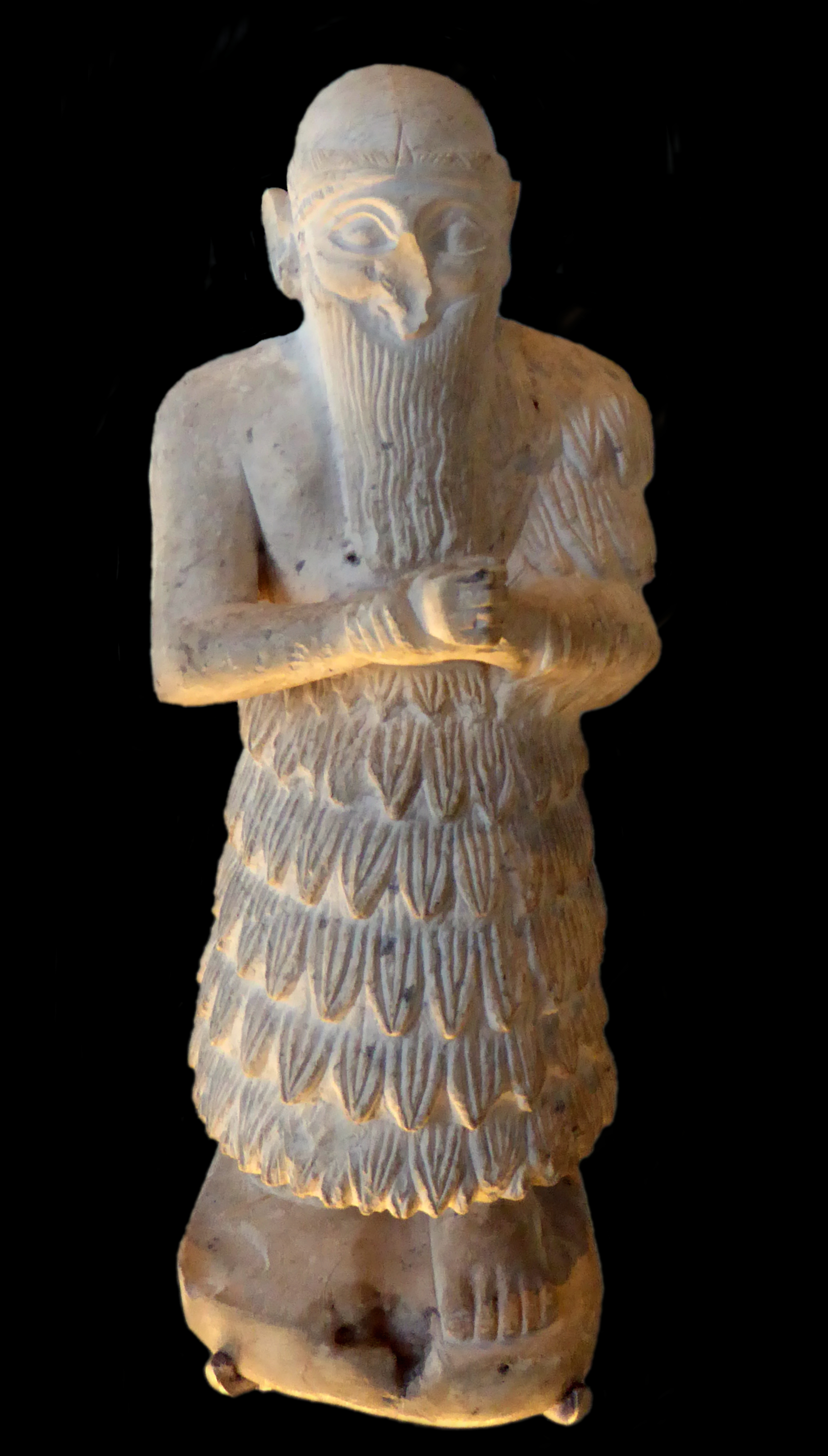
기원전 2300년경 마리 제2왕국의 왕 이슈키-마리

엔나-다간의 서신에 기록된 가장 초기 왕은 안수드인데, 그는 마리의 전통적인 라이벌인 에블라를 공격하고 오랜 전쟁을 벌인 것으로 언급되어 있다. 그는 벨란 (시리아) 땅을 포함하여 에블라의 많은 도시를 정복했다. 서신에 언급된 다음 왕은 사움인데, 그는 라악과 니룸 땅을 정복했다. 에블라의 쿤-다무 왕은 기원전 25세기 중반에 마리를 물리쳤다. 전쟁은 기원전 24세기 중반 에블라가 약해진 시기에 마리의 이슈투프-이샤르가 에마르를 정복하면서 계속되었다. 에블라의 이그리시-할람 왕은 서신에 언급된 마리의 이블룰-일에게 조공을 바쳐야 했으며, 이블룰-일은 에블라의 많은 도시를 정복하고 부르만 지역에서 원정을 벌였다.
엔나-다간도 조공을 받았다. 그의 통치는 에블라의 이르캅-다무의 통치와 전적으로 겹쳤으며, 이르캅-다무는 마리를 물리치고 조공을 끝내는 데 성공했다. 마리는 에블라 재상 이브리움의 임기 7년차에 에블라의 동맹국인 나가르를 물리쳤고, 이로 인해 상부 메소포타미아를 통한 에블라와 남부 메소포타미아 간의 무역로가 차단되었다. 에블라 재상 입비-시피시가 나가르와 키시 (수메르)와 동맹을 맺고 테르카 근처에서 마리를 물리치는 전투를 벌이면서 전쟁은 절정에 달했다. 에블라는 테르카 전투 몇 년 후인 기원전 2300년경 마리 왕 히다르의 통치 시기에 첫 번째 파괴를 겪었다. 알폰소 아르키에 따르면, 히다르의 뒤를 이어 이슈키-마리가 왕위에 올랐고, 그의 왕실 인장이 발견되었다. 이 인장에는 전투 장면이 묘사되어 있어 아르키는 그가 장군이었을 때 에블라를 파괴한 책임자라고 제안했다.

##### 아카드 사르곤에 의한 마리의 파괴

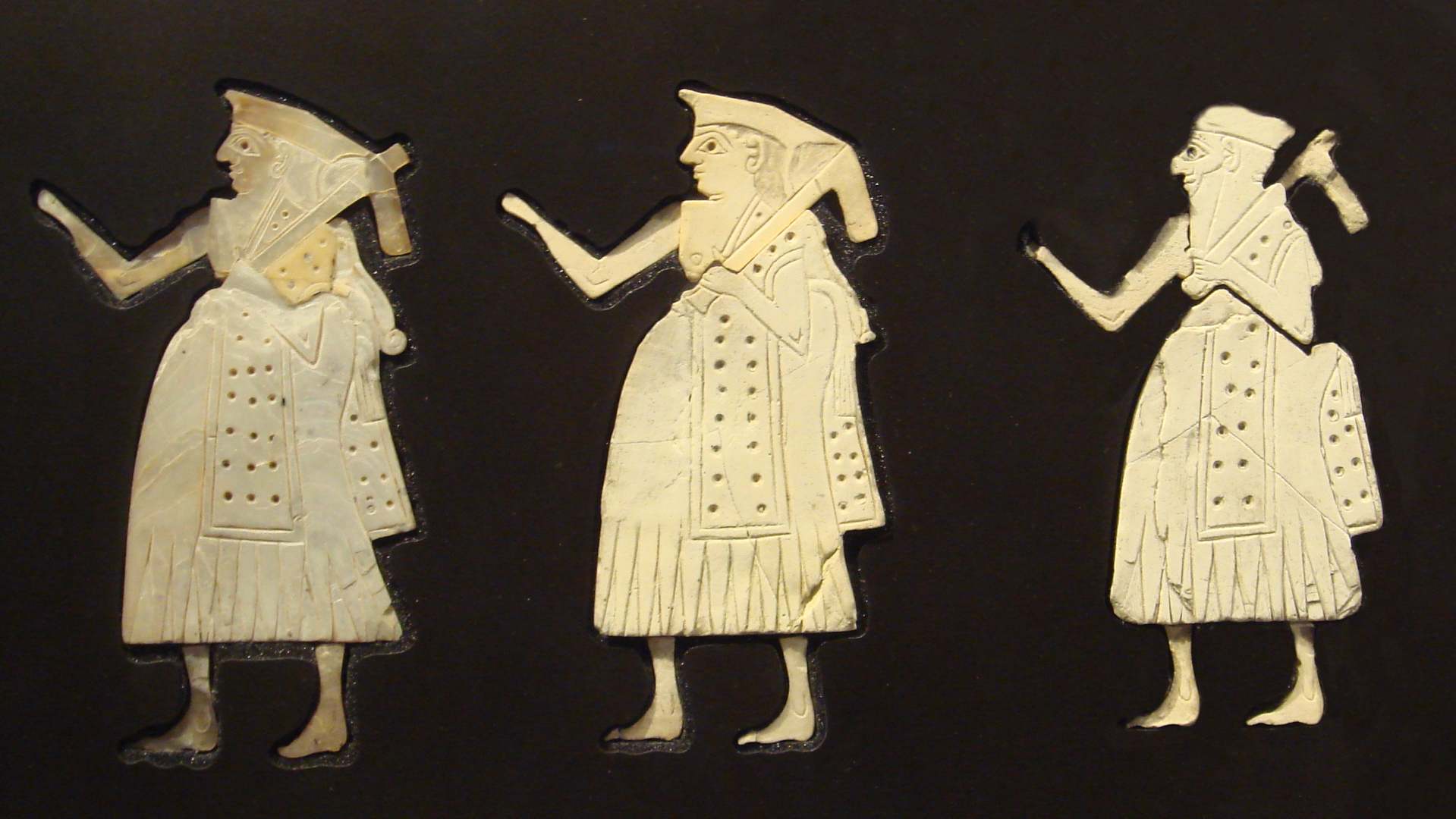
병사들, 조개껍질 상감 세공. 마리

에블라 파괴(기원전 2300년 중기 연대기) 10년 후, 마리 자체도 사르곤에 의해 파괴되고 불탔는데, 이는 그의 연도명 중 하나("마리가 파괴된 해")에서 드러난다. 마이클 아스투어는 그 날짜를 기원전 2265년 (단기 연대기)로 제안했다. 이슈키-마리는 아마도 아카드 제국의 정복 이전 마리의 마지막 왕이었을 것이다. 사르곤은 마리와 엘람으로부터 조공을 받았다.
사르곤 왕이 다곤에게 투툴에서 절하였다. 그(다간)는 그(사르곤)에게 상부 지역을 주었다: 마리, 야르무티, 그리고 에블라, 삼목 숲과 은 산까지— 사르곤의 니푸르 비문

#### 세 번째 왕국
마리는 아카드 왕 마니시투슈에 의해 복구되기 전까지 두 세대 동안 버려져 있었다. 도시를 다스리기 위해 샤카낙쿠(군사 총독)라는 칭호를 가진 총독이 임명되었다. 아카드는 도시에 대한 직접적인 통제권을 유지했는데, 이는 나람신이 그의 두 딸을 도시의 사제 직책에 임명한 것에서 분명히 드러난다.

##### 샤카낙쿠 왕조

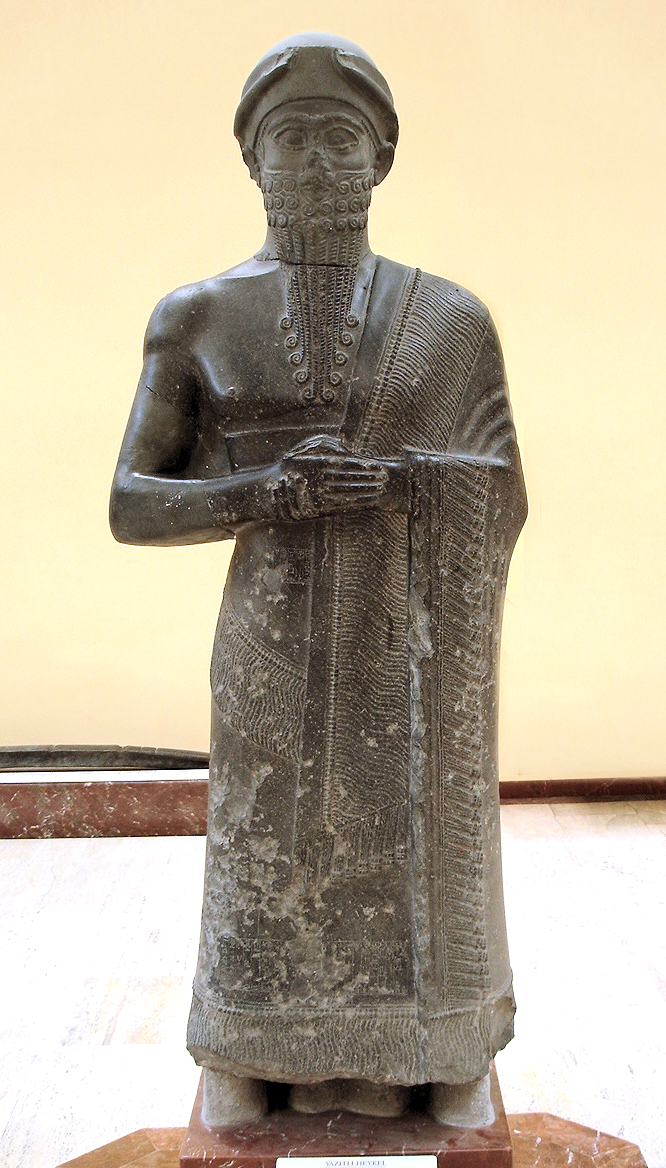
기원전 2050년경 마리의 샤카낙쿠 (군사 총독)인 푸주르-이슈타르

아카드 시대 샤카낙쿠 왕조 목록에 처음 등장하는 인물은 기원전 2266년경에 임명된 이디디시이다. 목록에 따르면 이디디시는 60년간 통치했으며 그의 아들이 뒤를 이었고, 이로 인해 이 직위는 세습되었다.
세 번째 마리는 일반적인 구조 면에서 두 번째 도시를 따랐다. 옛 왕궁의 P0 단계는 새로운 샤카낙쿠 궁전으로 대체되었다. 또 다른 작은 궁전은 도시의 동쪽에 건설되었으며, 이전 시대로 거슬러 올라가는 왕실 매장지가 포함되어 있었다. 성벽은 재건되고 강화되었으며, 제방은 폭 10미터에 달하는 방어벽으로 바뀌었다. 이전의 신성한 구역은 유지되었고, 닌후르사그 사원도 그러했다. 그러나 닌니-자자와 이슈타라트 사원은 사라졌고, 새로운 사원인 "사자들의 사원"(다곤에게 헌정됨)이 샤카낙쿠 이슈투프-일룸에 의해 건설되었으며, 이 사원에는 희생제를 위한 40 x 20 미터 크기의 직사각형 테라스가 부속되어 있었다.
아카드는 샤르칼리샤리의 통치 기간 동안 해체되었고, 마리는 독립을 얻었으나, 이후 우르 제3왕조 시대에도 샤카낙쿠 칭호는 계속 사용되었다. 마리의 공주는 우르의 우르남무 왕의 아들과 결혼했으며, 마리는 명목상 우르의 헤게모니 아래 있었다. 그러나 종속 관계는 마리의 독립을 방해하지 않았으며, 일부 샤카낙쿠는 헌정 비문에서 왕의 칭호인 루갈을 사용하면서도 우르 궁정과의 서신에서는 샤카낙쿠 칭호를 사용했다. 이 왕조는 기원전 19세기 후반에 다음 왕조가 수립되기 직전 알 수 없는 이유로 막을 내렸다.

### 중기 청동기 시대

#### 림 왕조
비옥한 초승달 지대의 기원전 2천년기는 아모리인의 확장으로 특징지어지며, 이는 기원전 1830년경 마리가 야기트림 왕 휘하의 아모리 림 왕조의 본거지가 된 것을 포함하여 이 지역 대부분을 지배하게 되는 결과로 이어졌다. 그러나 금석학적 및 고고학적 증거는 샤카낙쿠 시대와 아모리 시대 사이에 높은 수준의 연속성을 보여주었다.
야기트림은 마리에 정착하기 전 수프룸의 통치자였으며, 그는 에칼라툼의 일라-캅카바와 동맹을 맺었으나, 두 군주 간의 관계는 공개 전쟁으로 바뀌었다. 갈등은 일라-캅카바가 야기트림의 상속자 약둔림을 사로잡으면서 끝났고, 마리에서 발견된 점토판에 따르면 일라-캅카바보다 오래 살았던 야기트림은 그의 종들에게 살해되었다. 그러나 기원전 1820년경 약둔림은 마리의 왕으로서 확고히 통제하고 있었다.

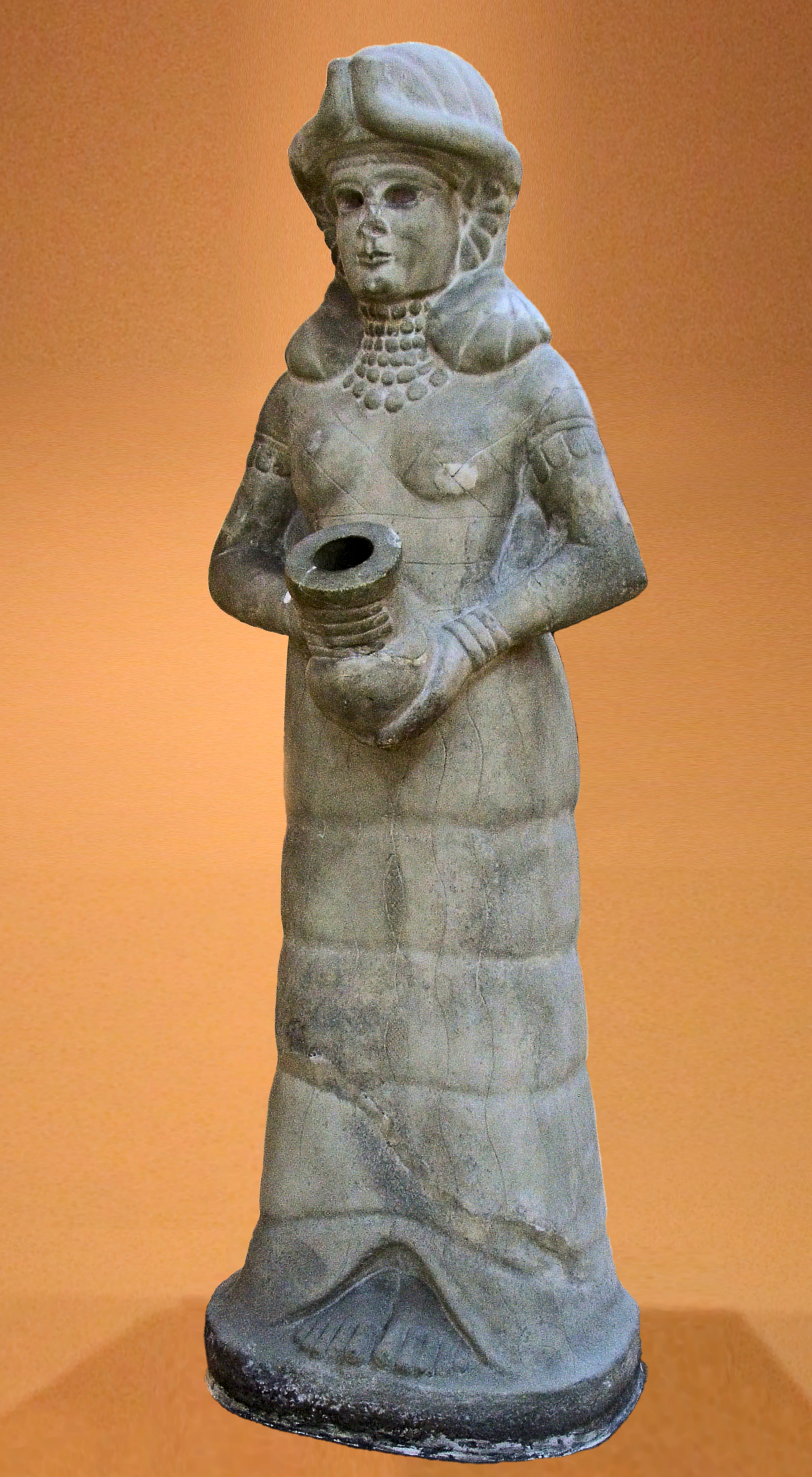
꽃병의 여신, 마리, 기원전 18세기

약둔림은 반란을 일으킨 부족장 7명을 진압하고 마리와 테르카의 성벽을 재건했으며, 두르-약둔림이라는 새로운 요새를 건설하면서 통치를 시작했다. 그는 서쪽으로 확장하여 지중해에 도달했다고 주장했으나, 이후 투툴에 중심을 둔 야민족 유목민들의 반란에 직면해야 했다. 이 반란군은 야둔림과 에쉬눈나 간의 최근 동맹으로 인해 이익이 위협받았던 얌카드의 수무-에푸흐 왕의 지원을 받았다. 약둔림은 야민족을 물리쳤으나, 얌카드와의 공개 전쟁은 피할 수 있었다. 마리 왕은 고 일라-캅카바의 아들인 슈바트-엔릴의 샴시-아닷 1세와의 경쟁으로 바빠졌다. 전쟁은 마리의 패배로 끝났고, 약둔림은 기원전 1798년경 그의 아들로 추정되는 수무-야맘에게 암살당했으며, 수무-야맘 자신도 왕위에 오른 지 2년 후 암살당했고 샴시-아닷이 진격하여 마리를 합병했다.

#### 아시리아의 샴시-아닷과 야스마-아닷

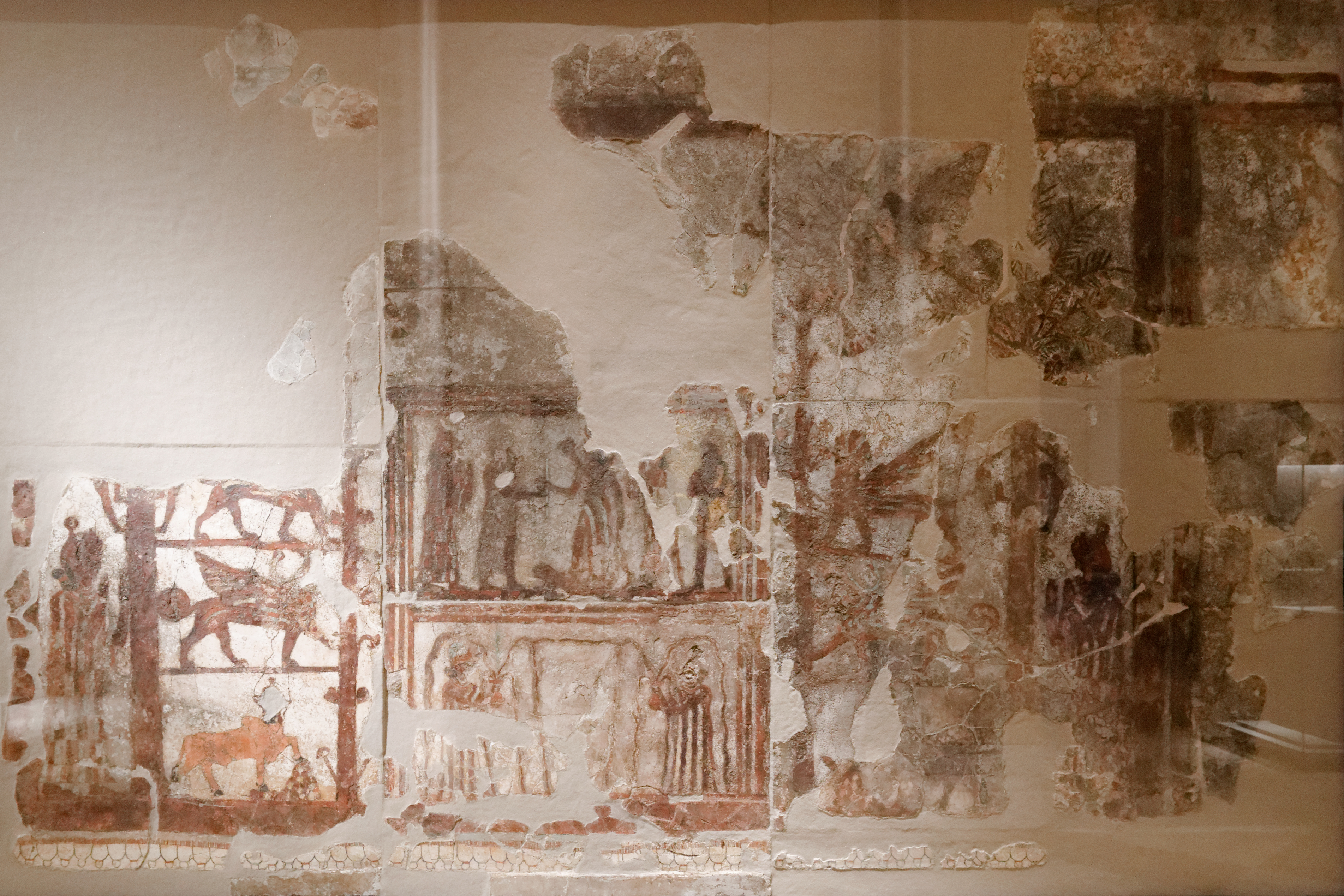
짐리-림의 서임식 (기원전 18세기)

샴시-아닷(재위 기원전 1809-1775년)은 그의 아들 야스마-아닷을 마리의 왕좌에 앉혔고, 새 왕은 약둔림의 딸과 결혼했다. 한편 림 가문의 나머지 구성원들은 얌하드로 피난했고, 합병은 샴시-아닷이 림 가문의 죄악으로 간주한 행동들을 공식적으로 정당화했다. 새로운 적 얌하드에 대한 자신의 입지를 강화하기 위해 샴시-아닷은 야스마-아닷을 카트나의 이시-아두의 딸 베트룸과 결혼시켰다. 그러나 야스마-아닷은 신부를 소홀히 하여 카트나와의 위기를 초래했고, 그는 무능한 지도자로 판명되어 기원전 1776년경 사망한 아버지의 분노를 샀다. 한편, 얌하드의 야림-림 1세의 군대는 림 왕조의 후계자인 짐리-림을 지원하기 위해 진격하고 있었다.

#### 마리의 짐리-림
짐리-림이 진격하자, 시말인(짐리-림의 부족)의 지도자가 야스마-아닷을 전복시켰고, 야스마-아닷이 도주한 지 몇 달 후 짐리-림이 도착하여 기원전 1776년경 즉위한 지 얼마 되지 않아 야림-림 1세의 딸 시브투 공주와 결혼했다. 야림-림 1세의 도움으로 짐리-림이 왕위에 오르면서 마리의 위상에 변화가 생겼다. 짐리-림은 야림-림을 자신의 아버지라고 불렀고, 얌하드 왕은 마리에게 얌하드의 주신 하닷과 짐리-림(스스로 하닷의 종이라고 선언함) 사이의 중재자 역할을 하도록 지시할 수 있었다.
짐리-림은 야민족에 대한 군사 작전으로 통치를 시작했으며, 에쉬눈나 및 바빌론의 함무라비와 동맹을 맺고, 바빌론 군을 돕기 위해 자신의 군대를 보냈다. 새 왕은 북쪽 상부 하부르 지역으로 확장 정책을 펼쳤는데, 이 지역은 이다마라즈라고 불렸으며, 그곳에서 그는 우르케시와 같은 지역 소왕국들을 복속시켜 탈하윰를 포함하여 종속 상태로 만들었다. 이러한 확장은 안다리그의 왕 카르니-림의 저항에 부딪혔으나, 짐리-림은 그를 물리치고 기원전 1771년경 이 지역에 대한 마리의 통제권을 확보했으며, 왕국은 무역 중심지로서 번성하며 상대적인 평화의 시기를 맞이했다. 짐리-림의 가장 큰 유산은 마리 왕궁의 개조였다. 궁전은 275개의 방을 포함하도록 크게 확장되었으며, 꽃병의 여신상과 같은 정교한 유물, 그리고 수천 개의 점토판이 보관된 왕실 기록 보관소가 있었다.

#### 바빌로니아 시대
바빌로니아와의 관계는 히트 시를 둘러싼 분쟁으로 악화되었고, 이로 인해 많은 협상 시간이 소요되었으며, 기원전 1765년경에는 두 왕국이 모두 엘람과의 전쟁에 휘말렸다. 결국 왕국은 함무라비에게 침략당했고, 함무라비는 기원전 1761년경 전투에서 짐리-림을 물리치고 림 왕조를 종식시켰다. 한편 테르카는 하나 왕국이라는 잔여 국가의 수도가 되었다. 남쪽의 수훔 지역은 바빌로니아의 지방이 되었다.
마리는 파괴에서 살아남아 기원전 1759년 바빌로니아에 반란을 일으켰고, 이로 인해 함무라비는 도시 전체를 파괴했다. 그러나 함무라비는 자비로운 행동으로 마리를 바빌로니아 행정 하의 작은 마을로 존속시켰을 수도 있다(마크 반 데 미에룹에 따르면).

### 후기 청동기 시대
이후 마리는 아시리아의 일부가 되었고, 아시리아 왕 투쿨티-닌우르타 1세(재위 기원전 1243-1207년)가 정복한 영토 목록에 포함되었다. 이후 마리는 아시리아와 바빌로니아 사이에서 끊임없이 주인이 바뀌었다.

### 철기 시대
기원전 11세기 중반에 마리는 하나 왕국의 일부가 되었고, 하나 왕 투쿨티-메르는 마리의 왕이라는 칭호를 취하며 아시리아에 반란을 일으켰다. 이로 인해 아시리아 왕 아슈르-벨-칼라(재위 기원전 1074-1056년)가 도시를 공격했다. 마리는 신아시리아 제국의 확고한 통제하에 놓였고, 기원전 8세기 전반에는 아다드-니라리 3세(재위 기원전 810-783년) 왕의 권한 아래 특정 네르갈-에리시에게 통치하도록 위임되었다.

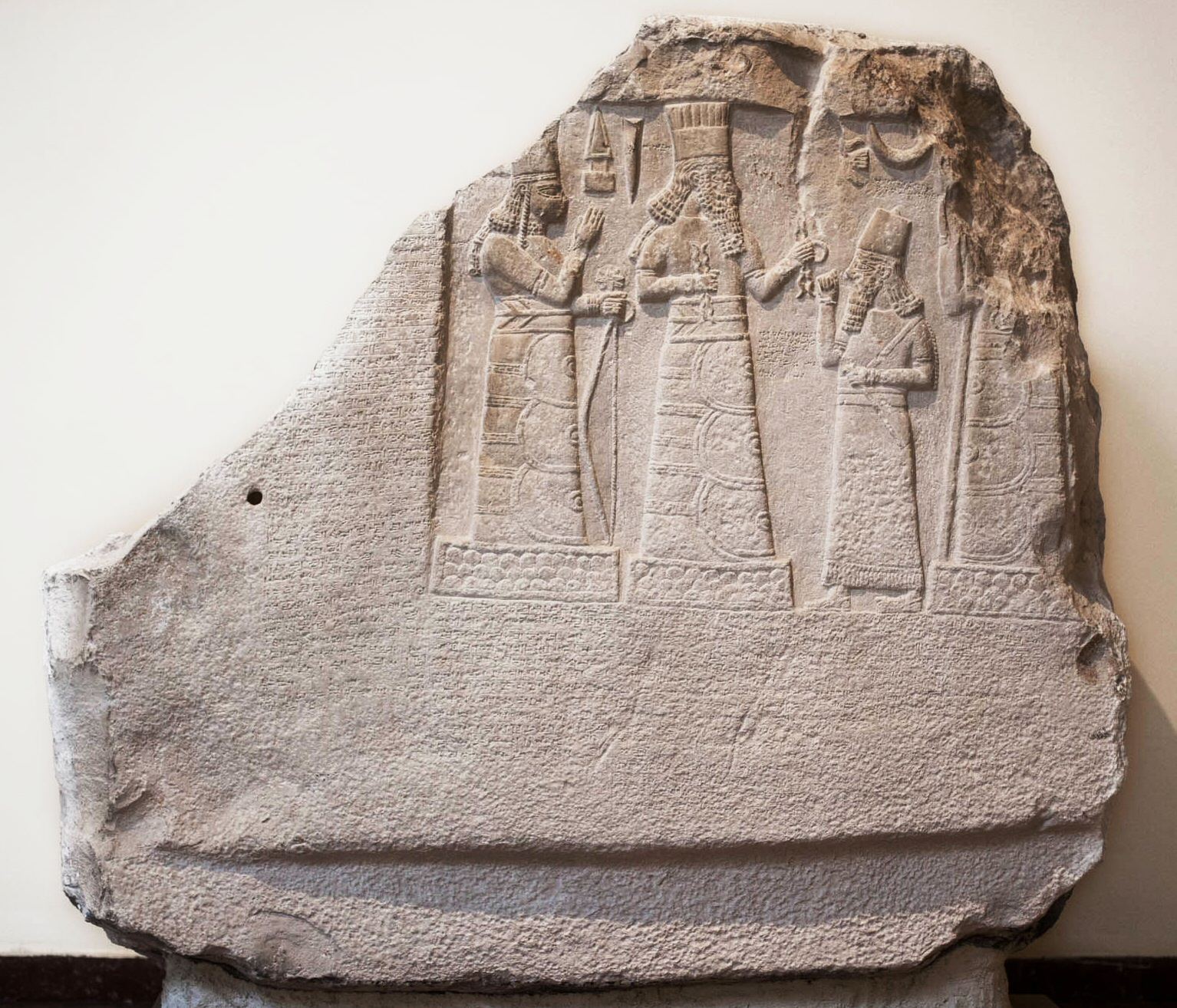
샤마쉬-리샤-우스르 (기원전 760년경)

기원전 760년경, 샴시-리샤-우스르는 아슈르-단 3세의 명목상의 권한 아래 유프라테스 중류 상류 지역의 일부를 통치하는 자치 총독이었으며, 스스로를 수후와 마리 땅의 총독이라고 칭했다. 그의 아들 닌우르타-쿠두리-우스르도 마찬가지였다. 그러나 그 당시 마리는 소위 라케 땅에 위치한 것으로 알려져 있었기 때문에, 우수르 가문이 실제로 그곳을 통제했을 가능성은 낮으며, 이 칭호가 역사적인 이유로 사용되었음을 시사한다.
이 도시는 헬레니즘 문명 시대까지 작은 정착지로 남아 있다가 기록에서 사라졌다.

### 현대사
2015년까지 ISIS는 유적지, 특히 마리 왕궁을 조직적으로 파괴하고 약탈했다. 이 단체가 점령한 최초의 고고학 유적지 중 하나였다.

## 인구, 언어 및 정부

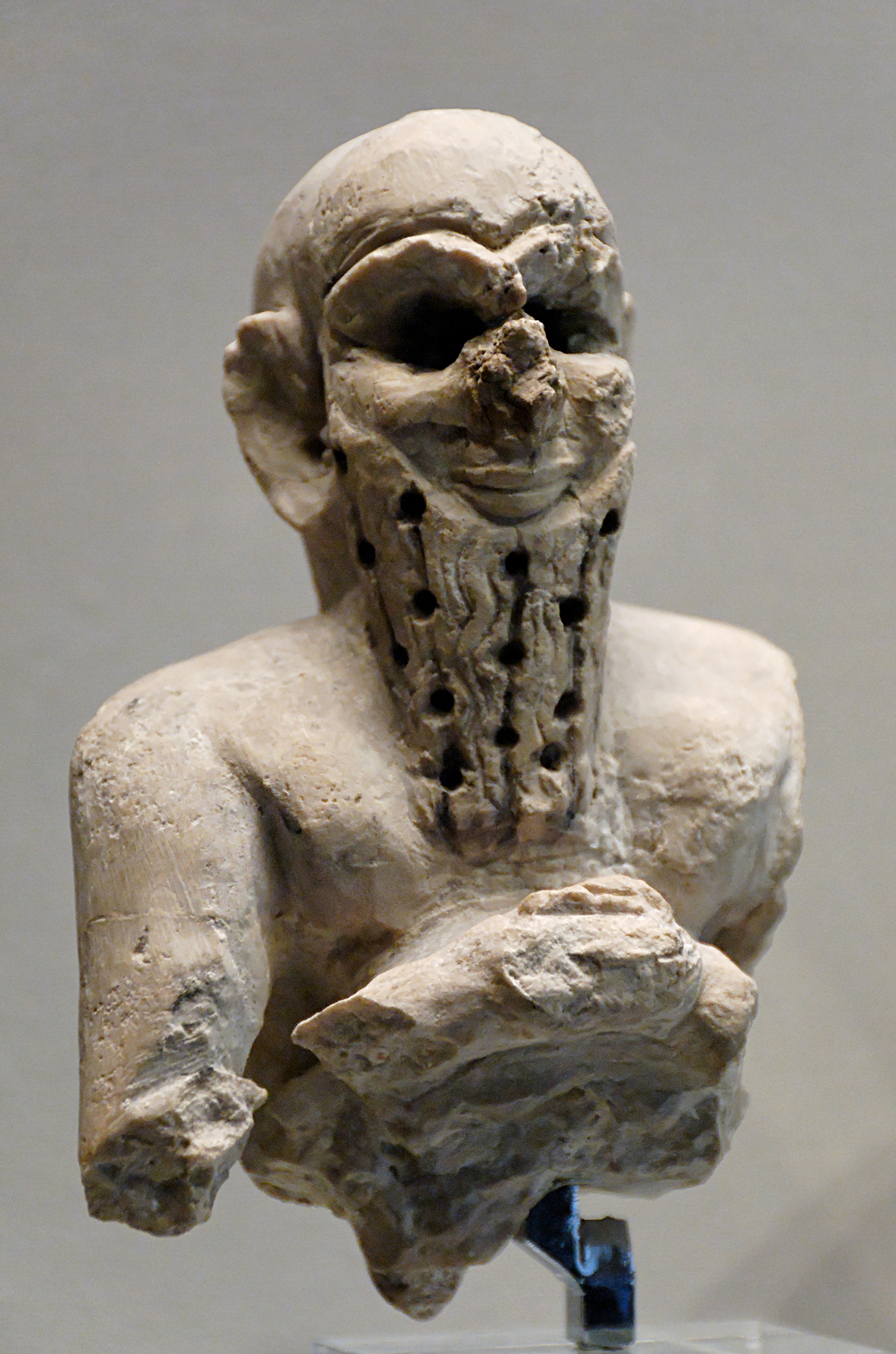
마리 제2왕국의 마리 사람.(기원전 25세기)

첫 번째 도시의 설립자들은 수메르인이었거나, 더 가능성 높게는 북쪽 테르카 출신의 동셈어군 화자들이었을 것이다. I. J. 겔브는 마리의 설립을 키시 문명과 연관시키는데, 키시 문명은 메소포타미아 중앙에서 서부 레반트의 에블라까지 뻗어 있던 동셈어 화자들의 문화적 실체였다.
최전성기에 두 번째 도시는 약 40,000명의 인구를 수용했다. 이 인구는 동셈어를 사용했으며, 에블라 언어(에블라어)와 매우 유사한 방언을 사용했다. 한편, 샤카낙쿠 시대에는 아카드어를 사용하는 동셈어권 인구가 있었다. 서셈어군 이름은 두 번째 왕국 시대부터 마리에서 기록되기 시작했으며, 중기 청동기 시대에 이르러서는 서셈족 아모리인 부족들이 유프라테스 중류와 하부르강 계곡의 목축 집단의 대다수를 차지하게 되었다. 아모리 이름은 샤카낙쿠 시대 말부터 도시에서, 심지어 지배 왕조 구성원들 사이에서도 관찰되기 시작했다.

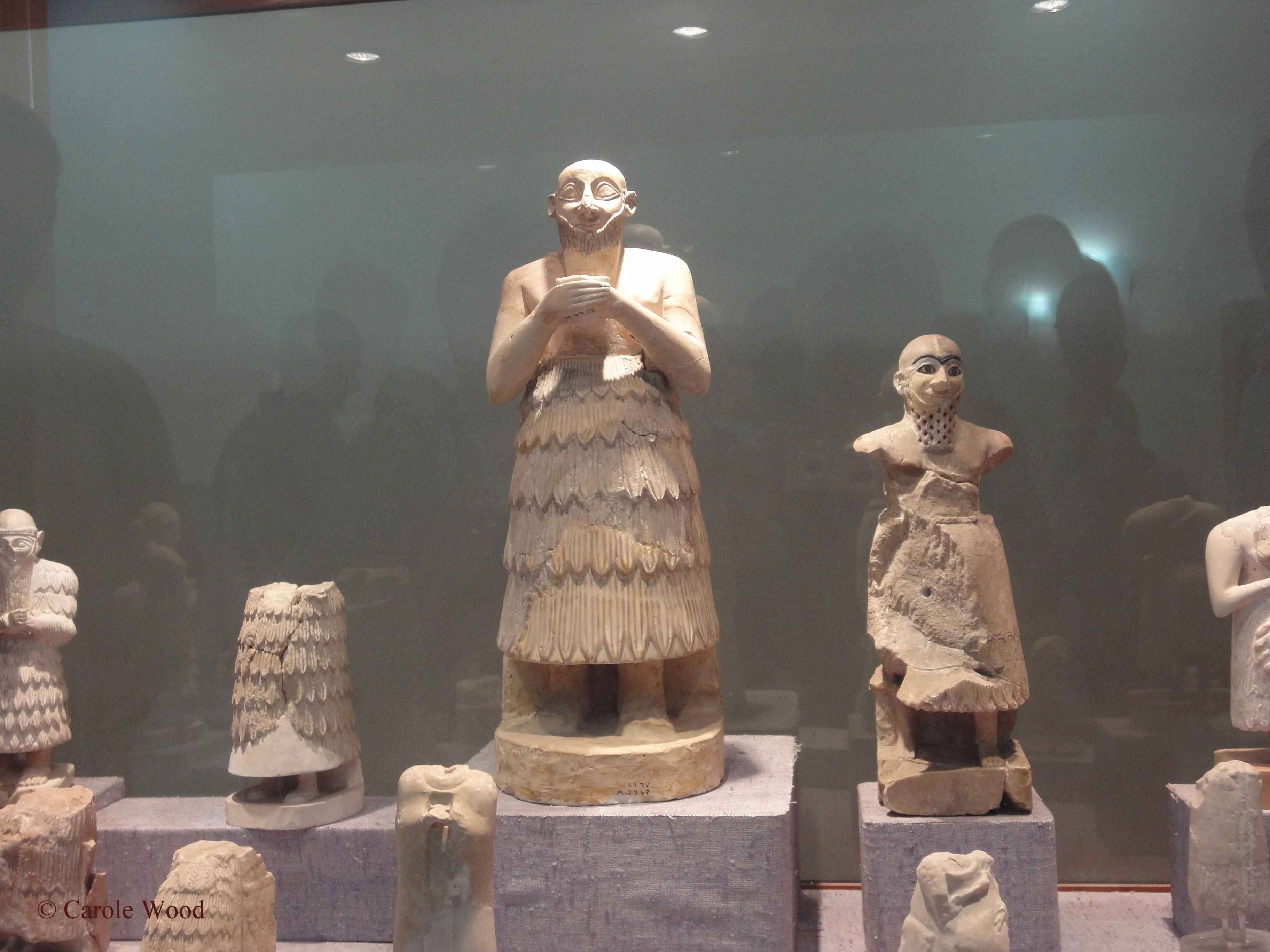
알레포 국립박물관에 있는 마리 출토 조각상들

림 시대에는 인구가 주로 아모리인으로 구성되었지만, 아카드 이름의 사람들도 포함되었다. 그리고 아모리족 언어가 지배적인 언어가 되었음에도 불구하고, 아카드어는 서면 언어로 남아 있었다. 마리의 목축 아모리인들은 일반적으로 유목민을 지칭하는 용어인 하네안이라고 불렸다. 이 하네안들은 야민족(남쪽의 아들들)과 시말인(북쪽의 아들들)으로 나뉘었으며, 지배 가문은 시말 지파에 속했다. 이 왕국은 테르카 지역에 거주했던 수테아인 부족들의 고향이기도 했다.
마리는 절대군주제였으며, 왕이 행정의 모든 측면을 통제했고, 행정가 역할을 한 필경사들의 도움을 받았다. 림 왕조 시대에 마리는 수도 외에 4개 주로 나뉘었으며, 주도는 테르카, 사가라툼, 카툰난, 투툴에 위치했다. 각 주에는 자체 관료제가 있었고, 정부는 수확물의 일부를 대가로 마을 주민들에게 쟁기와 농기구를 공급했다.

## 문화와 종교

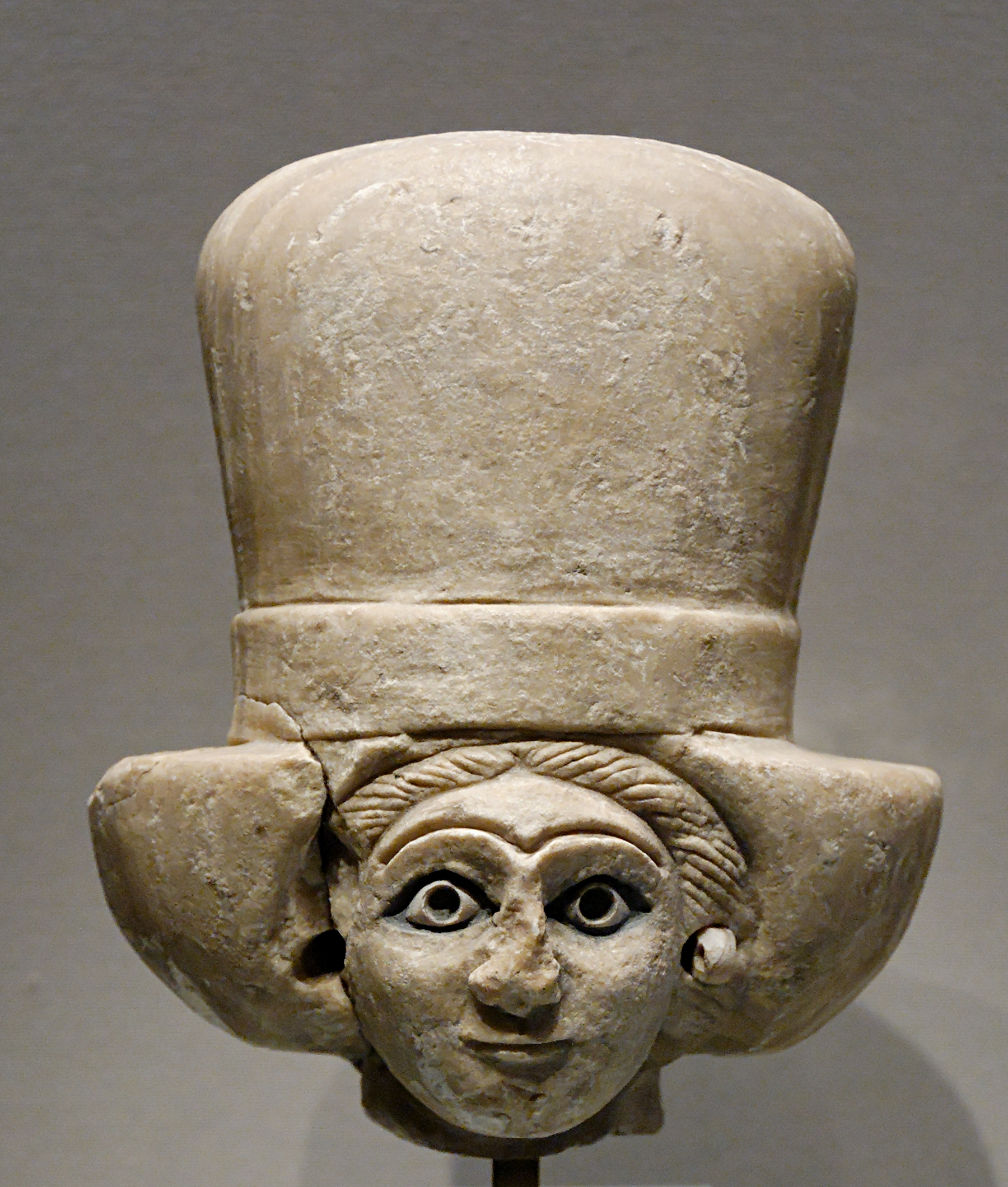
마리 여성.(기원전 25세기)

첫 번째와 두 번째 왕국은 남쪽의 수메르 문화에 크게 영향을 받았다. 사회는 도시 과두제에 의해 이끌어졌으며, 시민들은 정교한 헤어스타일과 의상으로 잘 알려져 있었다. 달력은 12개월로 나뉜 태양년을 기반으로 했으며, 에블라에서 사용된 달력과 동일했다("고대 에블라 달력"). 서기들은 수메르어로 글을 썼고, 예술은 수메르 예술과 구별할 수 없었으며, 건축 양식도 마찬가지였다.
메소포타미아의 영향은 아모리 시대에도 마리의 문화에 계속 영향을 미쳤으며, 이는 도시에서 사용된 바빌로니아 서기 양식에서 분명히 드러난다. 그러나 이전 시대보다는 영향력이 적었으며, 독특한 시리아 양식이 지배적이었는데, 이는 왕들의 인장에서 분명하게 나타나며 시리아 기원을 명확하게 반영한다. 사회는 부족 사회였고, 대부분 농부와 유목민(하네안)으로 구성되었으며, 메소포타미아와는 대조적으로 사원은 일상생활에서 미미한 역할을 했으며, 권력은 주로 궁전에 집중되어 있었다. 여성은 남성과 상대적인 평등을 누렸는데, 시브투 왕비는 남편이 부재중일 때 남편의 이름으로 통치했으며, 남편의 최고 관리들에 대해 광범위한 행정 역할과 권한을 가졌다.
판테온에는 수메르 신들과 셈족 신들이 모두 포함되었고, 대부분의 역사 동안 다곤이 마리 판테온의 우두머리였으며, 메르는 수호신이었다. 다른 신들로는 셈족의 신들인 풍요의 여신 이쉬타르, 아타르, 그리고 도시의 가장 중요한 신들 중 하나로 여겨졌던 태양신 샤마쉬가 있었으며, 그는 전지전능하다고 믿어졌다. 수메르 신들로는 닌후르사그, 두무지, 에아, 아누, 그리고 엔릴이 있었다. 예언은 사회에 중요한 역할을 했으며, 사원에는 예언자들이 포함되어 왕에게 조언을 제공하고 종교 축제에 참여했다.

## 경제
첫 번째 마리에서는 시리아에서 발견된 가장 오래된 바퀴 공방이 있었으며, 청동 금속공학의 중심지였다. 이 도시에는 또한 제련, 염색, 도자기 제조를 위한 구역이 있었고, 하부르강과 유프라테스강 상류 지역에서 강배를 통해 운반된 숯을 사용했다.
두 번째 왕국의 경제는 농업과 무역 모두에 기반을 두었다. 경제는 공동체 조직을 통해 중앙집권적으로 운영되었고, 곡물은 공동체 곡물 창고에 저장되어 사회적 지위에 따라 분배되었다. 이 조직은 또한 왕국 내의 가축 떼도 통제했다. 일부 집단은 금속 및 직물 생산자와 군사 관리들을 포함하여 공동체 조직 대신 궁전으로부터 직접 혜택을 받았다. 에블라는 중요한 무역 파트너이자 경쟁자였으며, 마리의 위치는 레반트와 메소포타미아를 잇는 중요한 무역 중심지였다.
아모리 마리는 유프라테스 계곡을 따라 관개 농업에 크게 의존하는 기존 경제의 측면을 유지했다. 이 도시는 바빌로니아 및 다른 왕국에서 온 상인들의 무역 중심지로 남아 있었고, 남쪽과 동쪽에서 온 상품들은 북쪽, 북서쪽, 서쪽으로 향하는 강배로 운송되었다. 주요 무역품은 이란 고원에서 생산된 금속과 주석으로, 크레타까지 서쪽으로 수출되었다. 다른 상품들로는 키프로스의 구리, 아나톨리아의 은, 레바논의 목재, 고대 이집트의 금, 올리브유, 포도주, 직물, 심지어 현대 아프가니스탄의 귀금속까지 포함되었다.

## 발굴과 기록 보관소

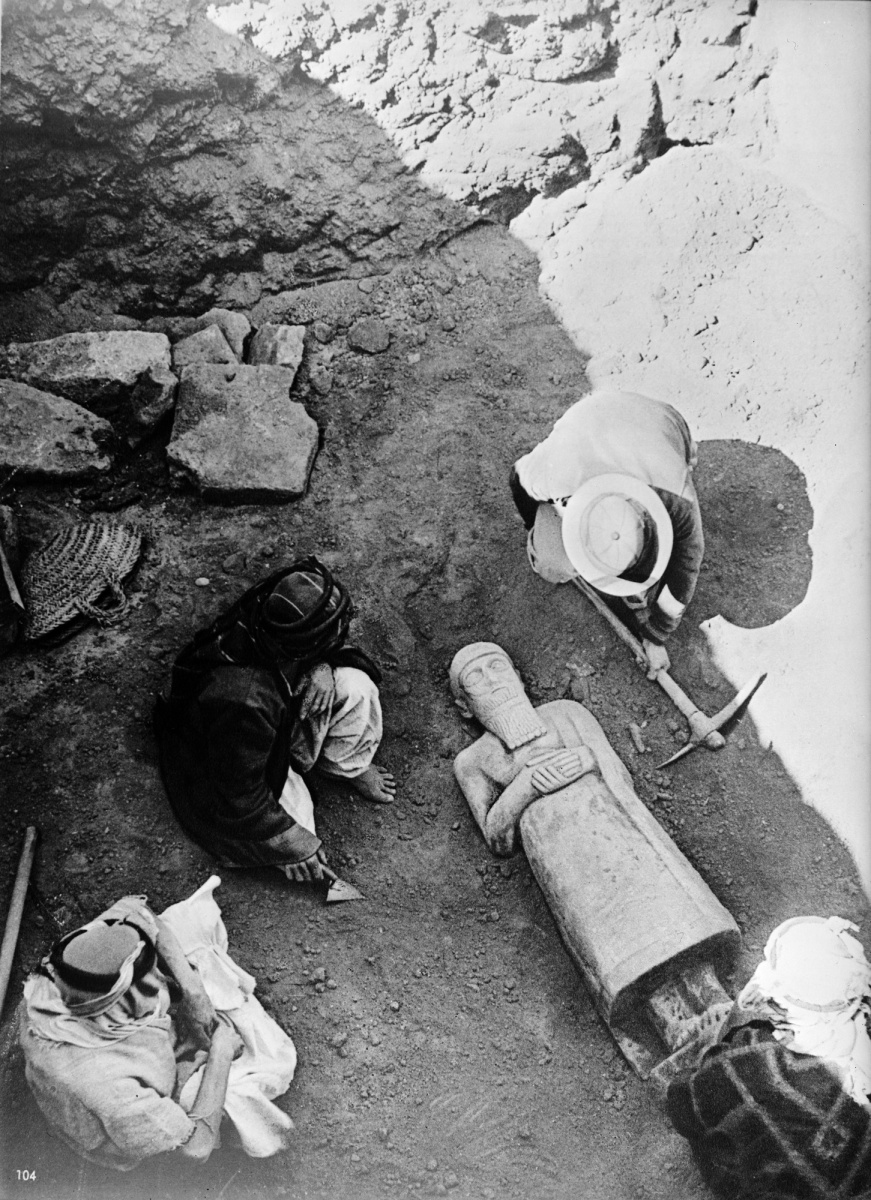
앙드레 파로 고고학팀의 1936년 마리 발굴 현장. 군사 총독 이슈투프-일룸의 동상 발견

마리는 1933년 이라크 국경 근처 시리아 동부에서 발견되었다. 베두인 부족이 최근 사망한 부족원을 위한 비석을 찾기 위해 텔 하리리라는 흙더미를 파다가 머리 없는 조각상을 발견했다. 이 소식이 당시 시리아를 통치하던 프랑스 제3공화국 당국에 전해지자, 보고서가 조사되었고 1933년 12월 14일 파리 루브르 박물관의 고고학자들이 유적지 발굴을 시작했다. 조각상이 발견된 지점이 발굴되면서 이슈타르 사원이 드러났고, 이는 본격적인 발굴의 시작으로 이어졌다. 마리는 고고학자들에 의해 "수메르 문화의 가장 서쪽 전초 기지"로 분류되었다.
발굴이 시작된 이래 25,000점 이상의 아카드어 쐐기 문자 점토판이 발견되었다. 발굴된 유물들은 루브르 박물관, 알레포 국립박물관, 다마스쿠스 국립박물관, 그리고 데이르에조르 박물관에 전시되어 있다. 후자에서는 짐리-림 궁전의 야자나무 안뜰 방의 남쪽 파사드가 벽화와 함께 재건되었다.
마리는 1933-1939년, 1951-1956년, 그리고 1960년부터 매년 발굴되었다. 앙드레 파로는 1974년까지 첫 21시즌을 수행했고, 그 뒤를 이어 장-클로드 마르그롱 (1979–2004), 그리고 파스칼 버터린 (2005년부터)이 발굴을 이끌었다. 이 유적지에 전념하는 학술지인 "Mari: Annales de recherches interdisciplinaires"는 1982년부터 1997년 사이에 8권으로 발행되었다. 고고학자들은 유적지의 층이 얼마나 깊이 내려가는지 확인하려고 노력했는데, 프랑스 고고학자 앙드레 파로에 따르면, "처녀 토양까지 유적지의 역사를 추적하기 위해 수직 탐사를 시작할 때마다 너무 중요한 발견들이 이루어져 수평 발굴을 재개해야 했다."

### 마리 점토판
짐리-림의 불에 탄 도서관에서 기원전 1800년에서 1750년 사이 50년 동안 쓰여진 아카드어 쐐기 문자 점토판 25,000점 이상이 발견되었다. 이 점토판들은 왕국, 그 풍습, 그리고 그 시대에 살았던 사람들의 이름에 대한 정보를 제공한다. 3,000점 이상이 편지이며, 나머지는 행정, 경제, 사법 문서이다. 발견된 거의 모든 점토판은 마리 독립 마지막 50년 동안의 것으로 연대가 측정되었으며, 대부분은 현재 출판되었다. 텍스트의 언어는 공식 아카드어이지만, 고유명사와 구문적 단서들은 마리 주민들의 공용어가 서북 셈어였음을 보여준다. 발견된 점토판 중 6점은 후르리어로 되어 있었다.

## 현재 상황
시리아 내전의 여파로 2011년부터 발굴이 중단되었으며 재개되지 않고 있다. 유적지는 무장 갱단의 통제하에 놓여 대규모 약탈을 당했다. 2014년 공식 보고서에 따르면 강도들은 왕궁, 공중 목욕탕, 이슈타르 사원, 다곤 사원에 집중적으로 접근했다. 위성 이미지 분석에 따르면 약탈은 최소 2017년까지 계속되었다.

## 같이 보기
- 시리아의 관광
- 고대 근동의 도시
- 단기 연대기
- 이드디-일룸의 석상
- 오르니나

## 참조

### 인용
1. ↑  Paul-Alain Beaulieu (2017년 11월 20일). 《A History of Babylon, 2200 BC - AD 75》. John Wiley & Sons. 106쪽. ISBN 978-1-119-45907-1. OCLC 1010542283.
2. ↑  Oldenburg 1969, 60쪽.
3. 1 2 3 4 5 6  Viollet 2007, 36쪽.
4. 1 2 3 4 5 6 7 8 9 10 11 12  Margueron 2003, 136쪽.
5. 1 2 3  Margueron 2013, 520쪽.
6. 1 2 3 4  Akkermans & Schwartz 2003, 286쪽.
7. ↑  Margueron 2013, 522쪽.
8. 1 2  Akkermans & Schwartz 2003, 267쪽.
9. 1 2  Liverani 2013, 117쪽.
10. 1 2  Margueron 2013, 523쪽.
11. ↑  Margueron 2013, 524쪽.
12. 1 2 3 4 5  Margueron 2003, 137쪽.
13. 1 2 3  Margueron 2013, 527쪽.
14. ↑  Parrot, André, "Les Temples d’Ishtarat et de Ninni-zaza", Mission Archéologique de Mari, vol. 3, Librairie Orientaliste. Paris: Paul Geuthner, 1967
15. ↑  Aruz & Wallenfels 2003, 531쪽.
16. ↑  Nadali 2007, 354쪽.
17. ↑  Frayne 2008, 335쪽.
18. ↑  Michalowski 2003, 463쪽.
19. 1 2  Podany 2010, 26쪽.
20. ↑  Roux 1992, 142쪽.
21. ↑  Astour 2002, 57쪽.
22. ↑  Matthews & Benjamin 2006, 261쪽.
23. 1 2 3 4 5  Liverani 2013, 119쪽.
24. ↑  Astour 2002, 58쪽.
25. ↑  Frayne 2001, 233쪽.
26. ↑  Frayne 2008, 307–310쪽.
27. 1 2  Dolce 2008, 68쪽.
28. 1 2  Michalowski 2003, 462쪽.
29. ↑  Podany 2010, 315쪽.
30. ↑  Bretschneider, Van Vyve & Leuven 2009, 5쪽.
31. 1 2  Liverani 2013, 123쪽.
32. ↑  Stieglitz 2002, 219쪽.
33. 1 2  Bretschneider, Van Vyve & Leuven 2009, 7쪽.
34. ↑  Archi & Biga 2003, 33–35쪽.
35. ↑  “Year Names of Sargon”. 《cdli.ox.ac.uk》.
36. ↑  Potts, D. T. (2016). 《The Archaeology of Elam: Formation and Transformation of an Ancient Iranian State》 (영어). Cambridge University Press. 92–93쪽. ISBN 978-1-107-09469-7.
37. ↑  Álvarez-Mon, Javier; Basello, Gian Pietro; Wicks, Yasmina (2018). 《The Elamite World》 (영어). Routledge. 247쪽. ISBN 978-1-317-32983-1.
38. ↑  Astour 2002, 75쪽.
39. ↑  Bretschneider, Van Vyve & Leuven 2009, 18쪽.
40. ↑  Frayne, Douglas. 《Sargonic and Gutian Periods》 (영어). 10–12쪽.
41. ↑  Buck, Mary E. (2019). 《The Amorite Dynasty of Ugarit: Historical Implications of Linguistic and Archaeological Parallels》 (영어). BRILL. 169쪽. ISBN 978-90-04-41511-9.
42. ↑  See also Inscription of Sargon. E2.1.1.1 Frayne, Douglas. 《Sargonic and Gutian Periods》 (영어). 10–12쪽.
43. ↑  Astour 2002, 71, 64쪽.
44. 1 2  Astour 2002, 64쪽.
45. ↑  Michalowski 1993, 83쪽.
46. ↑  Leick 2002, 77쪽.
47. ↑  Oliva 2008, 86쪽.
48. ↑  Leick 2002, 152쪽.
49. ↑  Margueron 2003, 138쪽.
50. 1 2 3 4 5  Margueron 2013, 530쪽.
51. ↑  Suriano 2010, 56쪽.
52. ↑  Strommenger 1964, 167쪽.
53. ↑  Margueron 2013, 531쪽.
54. ↑  Bryce 2009, xli쪽.
55. ↑  Cooper 1999, 65쪽.
56. 1 2 3  Wossink 2009, 31쪽.
57. ↑  Tetlow 2004, 10쪽.
58. ↑  Bryce 2014, 18쪽.
59. 1 2  Bryce 2009, 451쪽.
60. ↑  Astour 2002, 127쪽.
61. ↑  Astour 2002, 132쪽.
62. ↑  Roux 1992, 188, 189쪽.
63. ↑  Frayne 1990, 597쪽.
64. 1 2  Astour 2002, 139쪽.
65. ↑  Sicker 2000, 25쪽.
66. 1 2  DeVries 2006, 27쪽.
67. ↑  Bryce 2009, 673쪽.
68. 1 2 3 4  Porter 2012, 31쪽.
69. ↑  Frayne 1990, 601쪽.
70. 1 2  Roux 1992, 189쪽.
71. ↑  Feliu 2003, 86쪽.
72. ↑  Frayne 1990, 603쪽.
73. 1 2  Frayne 1990, 606쪽.
74. ↑  Fowden 2014, 93쪽.
75. ↑  Bryce 2014, 19쪽.
76. 1 2  Pitard 2001, 38쪽.
77. ↑  Van Der Meer 1955, 29쪽.
78. ↑  Launderville 2003, 271쪽.
79. ↑  Frayne 1990, 613쪽.
80. ↑  Bryce 2014, 20쪽.
81. ↑  Van De Mieroop 2011, 109쪽.
82. 1 2 3  Tetlow 2004, 125쪽.
83. 1 2  Bryce 2009, 452쪽.
84. ↑  Grayson 1972, 27쪽.
85. ↑  Harris 2003, 141쪽.
86. 1 2 3 4  Hamblin 2006, 258쪽.
87. ↑  Charpin 2011, 252쪽.
88. ↑  Liverani 2013, 228쪽.
89. ↑  Dalley 2002, 143쪽.
90. ↑  Malamat 1980, 75쪽.
91. ↑  Van Der Toorn 1996, 101쪽.
92. ↑  Kupper 1973, 9쪽.
93. ↑  Bryce 2009, 329쪽.
94. ↑  Bryce 2009, 687쪽.
95. ↑  Bryce 2009, 45쪽.
96. ↑  Charpin 2012, 39쪽.
97. ↑  Burns 2009, 198쪽.
98. ↑  Gates 2003, 65쪽.
99. ↑  Shaw 1999, 379쪽.
100. ↑  Van De Mieroop 2007, 68쪽.
101. ↑  Van De Mieroop 2007, 70쪽.
102. ↑  Van De Mieroop 2007, 76, 139, 152쪽.
103. ↑  Fleming 2012, 226쪽.
104. 1 2  Van De Mieroop 2007, 76쪽.
105. 1 2 3 4 5 6 7  Bryce 2009, 453쪽.
106. ↑  Dalley 2002, 201쪽.
107. ↑  Bryce 2009, 408쪽.
108. ↑  Curry, Andrew (2015년 9월 1일). “Here Are the Ancient Sites ISIS Has Damaged and Destroyed”. 《내셔널 지오그래픽 (잡지)》 (내셔널 지오그래픽 협회). 2021년 2월 22일에 원본 문서에서 보존된 문서. 2022년 10월 24일에 확인함.
109. ↑  Shepperson, Mary (2018년 4월 19일). “Destruction at the ancient site of Mari in Syria”. 《가디언》 (Guardian News & Media Limited). 2022년 10월 24일에 확인함.
110. ↑  Hasselbach 2005, 3쪽.
111. ↑  Van De Mieroop 2002, 133쪽.
112. ↑  Chew 2007, 67쪽.
113. ↑  McMahon 2013, 469쪽.
114. 1 2  Heimpel 2003, 21쪽.
115. ↑  Haldar 1971, 8쪽.
116. ↑  Liverani 2013, 222쪽.
117. ↑  Heimpel 2003, 22쪽.
118. ↑  Nemet-Nejat 1998, 114쪽.
119. 1 2 3 4 5 6 7  Riehl 외. 2013, 117쪽.
120. ↑  Michalowski 2000, 55쪽.
121. 1 2  Liverani 2013, 223쪽.
122. ↑  Heimpel 2003, 26쪽.
123. ↑  Finer 1997, 173쪽.
124. 1 2  Liverani 2013, 224쪽.
125. ↑  Maisels 2005, 322쪽.
126. ↑  Armstrong 1996, 457쪽.
127. ↑  Chavalas 2005, 43쪽.
128. ↑  Pardee & Glass 1984, 95쪽.
129. ↑  Matthiae 2003, 170쪽.
130. ↑  Pettinato 1981, 147쪽.
131. ↑  Cohen 1993, 23쪽.
132. ↑  Kramer 2010, 30쪽.
133. 1 2  Green 2003, 161쪽.
134. ↑  Larsen 2008, 16쪽.
135. ↑  Wossink 2009, 126쪽.
136. ↑  Heimpel 2003, 29쪽.
137. ↑  Grabbe 2004, 3쪽.
138. ↑  Dougherty & Ghareeb 2013, 657쪽.
139. ↑  Tetlow 2004, 84쪽.
140. 1 2 3  Feliu 2003, 90쪽.
141. ↑  Feliu 2003, 304, 171쪽.
142. ↑  Green 2003, 62쪽.
143. ↑  Smith 1995, 629쪽.
144. ↑  Thompson 2007, 245쪽.
145. 1 2  Darke 2010, 293쪽.
146. ↑  Feliu 2003, 92쪽.
147. ↑  Feliu 2003, 170쪽.
148. ↑  Nissinen, Seow & Ritner 2003, 79쪽.
149. ↑  Walton 1990, 209쪽.
150. ↑  Margueron 2013, 521쪽.
151. ↑  Otto & Biga 2010, 486쪽.
152. ↑  Liverani 2013, 126쪽.
153. ↑  Aubet 2013, 141쪽.
154. 1 2  Teissier 1996, 6쪽.
155. 1 2 3  Dalley 2002, 10쪽.
156. ↑  Evans 2012, 180쪽.
157. ↑  Gadd 1971, 97쪽.
158. ↑  Malamat 1998, 45쪽.
159. ↑  Frayne 1990, xxviii쪽.
160. ↑  Gates 2003, 143쪽.
161. ↑  Bonatz, Kühne & Mahmoud 1998, 93쪽.
162. 1 2  Daniels & Hanson 2015, 87쪽.
163. ↑  Margueron 1992, 217쪽.
164. ↑  Crawford 2013, xvii쪽.
165. ↑  Dalley 2002, 2쪽.
166. ↑  Heintz, Bodi & Millot 1990, 48쪽.
167. ↑  McLerran 2011.
168. ↑  Ochterbeek 1996, 214쪽.
169. ↑  Sasson, Jack M.. From the Mari Archives: An Anthology of Old Babylonian Letters, University Park, USA: Penn State University Press, 2015
170. 1 2  Fleming 2004, 48쪽.
171. ↑  Feliu 2003, 63쪽.
172. ↑  Gates 2003, 62쪽.
173. ↑  Campbell, Dennis R. M., and Sebastian Fischer, "A HURRIAN RITUAL AGAINST TOOTHACHE: A REANALYSIS OF MARI 5", Revue d’Assyriologie et d’archéologie Orientale, vol. 112, pp. 31–48, 2018
174. ↑  Simons 2016.
175. ↑  Cockburn 2014.
176. ↑  Casana J, Laugier EJ (2017) Satellite imagery-based monitoring of archaeological site damage in the Syrian civil war. PLoS ONE 12(11): e0188589. https://doi.org/10.1371/journal.pone.0188589

## 더 읽어보기
- Parrot, André (1935). 《Les fouilles de Mari. Première campagne (hiver 1933-34)》. 《Syria》 16. 1–28쪽. doi:10.3406/syria.1935.8338. JSTOR 4389913.
- Parrot, André (1935). 《Les fouilles de Mari. Première campagne (1933-1934). Second article》. 《Syria》 16. 117–140쪽. doi:10.3406/syria.1935.3820. JSTOR 4389913.
- Parrot, André (1936). 《Les fouilles de Mari. Deuxième campagne (hiver 1934-35)》. 《Syria》 17. 1–31쪽. doi:10.3406/syria.1936.3886. JSTOR 4195901.
- Parrot, André (1937). 《Les fouilles de Mari. Troisième campagne (hiver 1935-36)》. 《Syria》 18. 54–84쪽. doi:10.3406/syria.1937.4032. JSTOR 4196009.
- Parrot, André (1938). 《Les fouilles de Mari. Quatrième campagne (hiver 1936-37)》. 《Syria》 19. 1–29쪽. doi:10.3406/syria.1938.4034. JSTOR 4196112.
- Parrot, André (1939). 《Les fouilles de Mari. Cinquième campagne (automne 1937)》. 《Syria》 20. 1–22쪽. doi:10.3406/syria.1939.4122. JSTOR 4196220.
- Parrot, André (1940). 《Les fouilles de Mari. Sixième campagne (automne 1938)》. 《Syria》 21. 1–28쪽. doi:10.3406/syria.1940.4179. JSTOR 4389992.
- Parrot, André (1952). 《Les fouilles de Mari. Septième Campagne (hiver 1951-1952)》. 《Syria》 29. 183–203쪽. doi:10.3406/syria.1952.4787. JSTOR 4390310.
- Parrot, André (1953). 《Les fouilles de Mari. Huitième campagne (automne 1952)》. 《Syria》 30. 196–221쪽. doi:10.3406/syria.1953.4901. JSTOR 4196708.
- Parrot, André (1954). 《Les fouilles de Mari. Neuvième campagne (automne 1953)》. 《Syria》 31. 151–171쪽. doi:10.3406/syria.1954.4996. JSTOR 4196802.
- Parrot, André (1955). 《Les fouilles de Mari. Dixième campagne (automne 1954)》. 《Syria》 32. 185–211쪽. doi:10.3406/syria.1955.5098. JSTOR 4196927.
- Parrot, André (1962). 《Les fouilles de Mari. Douzième campagne (automne 1961)》. 《Syria》 39. 151–179쪽. doi:10.3406/syria.1962.5593. JSTOR 4197405.
- Parrot, André (1964). 《Les Fouilles de Mari. Treizième campagne (printemps 1963)》. 《Syria》 41. 3–20쪽. doi:10.3406/syria.1964.5738. JSTOR 4197440.
- Parrot, André (1965). 《Les fouilles de Mari. Quatorzième campagne (printemps 1964)》. 《Syria》 42. 1–24쪽. doi:10.3406/syria.1965.5768. JSTOR 4197506.
- Parrot, André (1965). 《Les Fouilles de Mari. Quinzième campagne (printemps 1965)》. 《Syria》 42. 197–225쪽. doi:10.3406/syria.1965.5808. JSTOR 4390505.
- Parrot, André (1967). 《Les fouilles de Mari. Seizième campagne (printemps 1966)》. 《Syria》 44. 1–26쪽. doi:10.3406/syria.1967.5911. JSTOR 4197596.
- Parrot, André (1969). 《Les fouilles de Mari. Dix-septième campagne (automne 1968)》. 《Syria》 46. 191–208쪽. doi:10.3406/syria.1969.6094. JSTOR 4237183.
- Parrot, André (1970). 《Les fouilles de Mari. Dix-huitième campagne (automne 1969)》. 《Syria》 47. 225–243쪽. doi:10.3406/syria.1970.6185. JSTOR 4237212.
- Parrot, André (1971). 《Les fouilles de Mari. Dix-neuvième campagne (printemps 1971)》. 《Syria》 48. 253–270쪽. doi:10.3406/syria.1971.6250. JSTOR 4197737.
- Parrot, André (1972). 《Les fouilles de Mari. Vingtième campagne de fouilles (printemps 1972)》. 《Syria》 49. 281–302쪽. doi:10.3406/syria.1972.6326. JSTOR 4197813.
- Parrot, André (1975). 《Les fouilles de Mari. XXIe campagne de fouilles (automne 1974)》. 《Syria》 52. 1–17쪽. doi:10.3406/syria.1975.6485. JSTOR 4197986.